# 多花勾儿茶
多花勾儿茶（学名：Berchemia floribunda），为鼠李科勾儿茶属下的一个植物种。又名勾儿茶、牛鼻圈、牛儿藤、金刚藤、扁担藤、扁担果、牛鼻拳、牛鼻角秧。

## 变种
矩叶勾儿茶（学名：Berchemia floribunda var. oblongifolia）为多花勾儿茶的一个变种。见于浙江、江西、福建等省。